# Hersfelder Zeitung
Die Hersfelder Zeitung (HZ) ist eine Tageszeitung, die im Landkreis Hersfeld-Rotenburg erscheint. Sie erreicht eine verkaufte Auflage von 9906 Exemplaren.
Die Zeitung wird heute beim Herausgeber der Hessischen/Niedersächsischen Allgemeinen, dem Verlag Dierichs GmbH & Co KG in Kassel, gedruckt. Überregionale Inhalte stammen aus der HNA-Redaktion in Kassel. Seit der Verlag Dierichs GmbH & Co KG im Jahr 2002 von Dirk Ippen übernommen wurde, stammen daher auch die Zeitungsinhalte von seinem Verlagskonzern. Lediglich die Redaktion für regionale Themen befindet sich noch in Bad Hersfeld.
In einer Tarifgemeinschaft wird heute mit der HNA in Kassel, der Mitteldeutschen Presse in Fulda und der Thüringer Presse in Suhl kooperiert.

## Geschichte
Im Jahre 1752 kam Georg Christoph Mohr von Tübingen nach Hersfeld. Er kaufte für 450 Taler die Pfingstsche Buchhandlung und die zugehörige Buchdruckerei. Er war der erste hessische Buchdrucker, der Verlags- und Sortimentskataloge herausbrachte. Seine Druckerei hatte 75 Zentner Drucktypen (deutsche, lateinische, griechische und hebräische).
Mohr gründete mit dem Metropolitan (Pfarrer) Jakob Maximilian Stirn das Intelligenz- und Zeitungsblatt von Hessen, das am 2. März 1763 das erste Mal erschien. Es gab zwei Ausgaben pro Woche. Das Blatt kostete einen halben Taler im Vierteljahr. Es enthielt Verkaufsanzeigen, Verpachtungsanzeigen, offene Stellen, Bekanntmachungen und Marktberichte. Der kleinere Teil umfasste Nachrichten und Berichte über Erfindungen. Über lokale Ereignisse wurde kaum berichtet. Weil das Blatt keine Gewinne erwirtschaftete und Mohr seine Ersparnisse aufgebraucht hatte, war das Blatt mit der Nummer 81, am 25. Dezember 1763, die vorläufig letzte Ausgabe. Sein Sohn Johann Daniel Mohr brachte das Blatt von 1802 bis 1805 heraus, und während Hersfeld zum Königreich Westphalen gehörte, soll es als Intelligenzblatt für den Distrikt Hersfeld erschienen sein. Davon sind aber keine Exemplare mehr gefunden worden.
Johann Daniel Mohr verkaufte das ganze Geschäft an August Rullmann, der es 1818 wiederum an Wilhelm Ludwig Happich veräußerte. Von ihm wurde das Hersfelder Intelligenzblatt 1822 neu herausgegeben. Happich starb 1839, und seine Witwe Elisabeth führte die Firma bis 1850 weiter. Sie führte für kurze Zeit eine Zeitungsbeilage "Der Gesellschafter" ein. Die Beilage durfte laut der Fuldaer Regierungsverfügung nur „belehrende und erziehende Unterhaltung“ enthalten.
1850 übernahm ihr Sohn Ludwig Happich die Druckerei und die Zeitung. Trotz der ereignisreichen Zeiten 1864, 1866 und 1870/71 blieb die Berichterstattung über politische Themen auf einen kleinen Teil der Zeitung beschränkt. Ludwig Happich starb 1874, und seine Frau Sophie führte zwei Jahre lang das Geschäft weiter. In dieser Zeit hatte die Zeitung eine Auflage von 380 Exemplaren.
Seit 1837 brachte die Schustersche Buchdruckerei die zweite Zeitung in der Stadt heraus, den Hessenboten.
Eduard Hoehl, der seine Ausbildung bei der Maierschen Buchhandlung in Fulda erhielt, kaufte 1866 die Schustersche Buchhandlung und die Buchdruckerei mit dem Hessenboten. 1876 erwarb er die Happichsche Buchhandlung und die Druckerei mit dem Intelligenzblatt hinzu. Nach kurzer Zeit, 1886, verkaufte er die Buchhandlung, die heute noch Hoehlsche Buchhandlung heißt, und konzentrierte sich nur noch auf die Druckerei mit der Zeitung. Die Druckerei trägt heute noch seinen Namen. 1876 war die erste Schnellpresse mit Gasmotorantrieb und 1896 eine zweite Schnellpresse in Betrieb. Im Jahr 1885 wurde die Zeitung umfangreicher gestaltet und sie wurde in Hersfelder Zeitung umbenannt. Ab 1900 erschien die Hersfelder Zeitung täglich. Die Abonnentenzahl stieg von 318 im Jahr 1876, 2500 im Jahr 1901 und 5300 im Jahr 1906.
1906 wurde die Zeitung mit der Druckerei an Wilhelm Bächstädt verkauft. Er stattete die Druckerei mit einer Rotationsmaschine und zwei Typograph-Setzmaschinen aus. Ab 1909 gab es die Beilage „Mein Heimatland“, die von Wilhelm Neuhaus gegründet wurde. Karl Bächstädt übernahm das Geschäft von seinem Vater im Jahre 1914. Die Auflage betrug zu dieser Zeit 7000 Exemplare. Karl starb im Ersten Weltkrieg, und seine Frau Anne und sein Vater führten den Zeitungsverlag weiter. 1920 heiratete Anne Bächstädt Hans Ott, der die Betriebsleitung übernahm. Die Druckerei erhielt eine neue Rotationsmaschine und vier Linotype-Setzmaschinen. Er gründete neben dem Zeitungsverlag den Hans Ott-Verlag. Er brachte die Sauer-Stein-Lehrbücher für Stenografie und Maschinenschreiben heraus. Der Verlagsschwerpunkt lag aber bei Heimatliteratur; dies hat sich bis heute nicht geändert.
Als Hans Ott 1934 starb, führte Anne Ott das Unternehmen durch die schwierige Kriegs- und Nachkriegszeit. Als eine Zeitung, die sich in Privathand befand, wurde die Zeitung streng überwacht, und die NSDAP versuchte zum Teil mit verleumderischen und erpresserischen Methoden, die Kontrolle über die Zeitung zu erhalten. Trotz dieser Bedingungen wurde während des Krieges eine Reproduktionsabteilung eingerichtet, um Zeitungsbilder drucken zu können. Die Auflage während des Krieges betrug 12.500 Exemplare. Am Gründonnerstag 1945, ein Tag vor dem Einmarsch US-amerikanischer Truppen, erschien die Zeitung noch ein Mal unter schwierigsten Bedingungen.
Der Verlag erhielt bis zum Ende des Lizenzierungszwangs im Juli 1949 keine Lizenz zum Druck der Hersfelder Zeitung von den Alliierten. So wurden in dieser Zeit mehrere Soldatenzeitungen, Broschüren und andere Drucksachen für die Alliierten gedruckt. In der Zeit, in der es keine Tageszeitung gab, wurde im Auftrag des Landrates die Military Government Gazette gedruckt. Es war ein Blatt mit hauptsächlich amtlichen Bekanntmachungen. Später kamen die Zeitungen aus Kassel und Fulda, wo neue von den Alliierten lizenzierte Verlage entstanden waren.
Mit Einführung der Pressefreiheit in der Bundesrepublik Deutschland im Juli 1949 lebte auch die Hersfelder Zeitung wieder auf. Die erste Ausgabe nach dem Krieg erschien am 1. August 1949. Der Sohn der Inhaberin, Hans Joachim Ott, der aus englischer Kriegsgefangenschaft heimkehrte, trat 1951 in den Betrieb ein. Beim 200-jährigen Jubiläum der Zeitung im Jahre 1952 gab es sechs Setzmaschinen und eine Zweifarben-Rotationsmaschine.
1977 wurde von Bleisatz auf Fotosatz umgestellt, und 1992 zog das Unternehmen in das errichtete Medienhaus in der Gutenbergstraße um. Im Jahr 2013 feierte die Hersfelder Zeitung ihr 250-jähriges Bestehen. Am 6. Januar 2014 erfolgte der Umzug in das neue Verlagsgebäude direkt am Schilde-Platz.

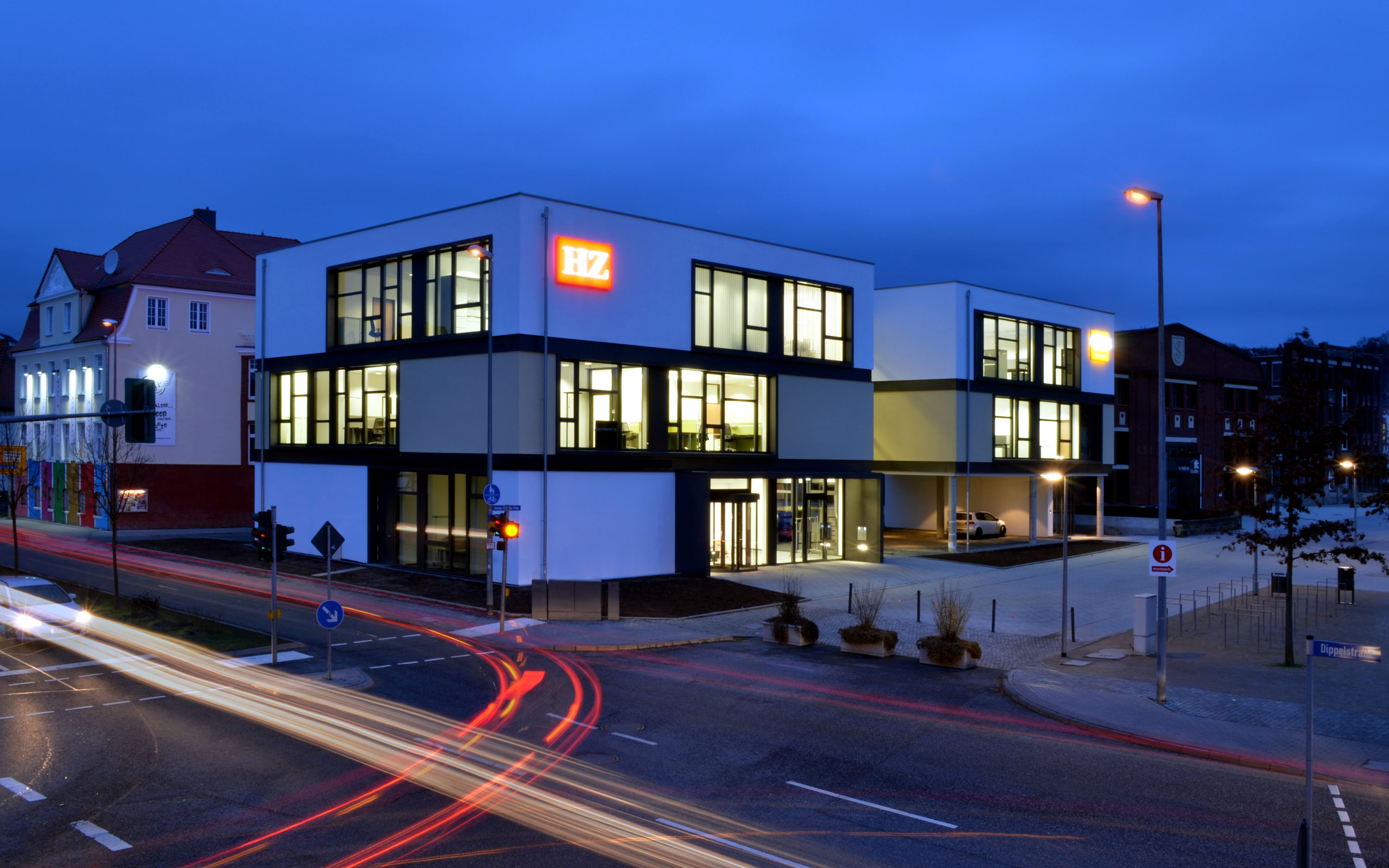
Neubau Verlagsgebäude Hersfelder Zeitung, Januar 2014